# Adolf Leonhard
Adolf Leonhard (* 18. Dezember 1899 in Edelsfeld, Kreis Sulzbach, Oberpfalz; † 25. Juni 1995 in Wilchenreuth, Gemeinde Theisseil, Oberpfalz) war ein deutscher Ingenieur und Hochschullehrer für Elektrotechnik und Regelungstechnik. Er gehört zu den Pionieren, die diese Fachgebiete sowie die Spezialisierung für Elektrische Anlagen mitgeprägt haben.

## Werdegang
Adolf Leonhard wuchs in der Oberpfalz auf und besuchte die Volksschule in Wilchenreuth und das Gymnasium in Weiden. Wegen des Ersten Weltkriegs musste er 1917 vorzeitig seine Gymnasialzeit mit einem Notabitur beenden, es erfolgte die Einberufung zum Militärdienst in eine Garnison in Erlangen. Von 1918 bis 1920 war er in französischer Kriegsgefangenschaft.
Von 1920 bis 1923 absolvierte er ein Studium der Elektrotechnik an der Technischen Hochschule München. Anschließend trat er als Projektbearbeiter in die Siemens-Schuckert-Werke in Berlin ein. Nach einem Wechsel in das Prüf- und Versuchsfeld im Jahr 1925 und einem erneuten Wechsel 1928 in die Montageabteilung erfolgte sein Einsatz in der ganzen Welt.
Im Jahr 1929 promovierte er mit einer Dissertation zum Thema „Der selbstständig arbeitende Drehstromasynchrongenerator mit fremderregter Drehstromerregermaschine“. 1936 begann er mit seiner Habilitation an der Technischen Hochschule Berlin; das Thema seiner Habilitationsschrift lautete „Asynchroner und synchroner Betrieb der allgemeinen, doppelt gespeisten Drehstrommaschine“.

## Wirken als Professor
1936 wurde an der TH Stuttgart der Bereich Elektrotechnik neu geordnet. Kurz vor der altersbedingten Entpflichtung der Lehrstuhlleiter Fritz Emde und Emil Veesenmeyer wurde für doppelten Ersatz gesorgt: Adolf Leonhard für Elektrische Anlagen (1936), Richard Feldtkeller für Nachrichtentechnik (1936), Heinrich Hess für Elektromaschinenbau (1938) und Wilhelm Bader für Theorie der Elektrotechnik (1939). Leonhard übernahm hier zunächst ab August 1936 die Vertretung des Lehrstuhls für Elektrische Anlagen. Seine Berufung zum Ordinarius für Elektrische Anlagen folgte zum November 1936.
Nach Beginn des Zweiten Weltkriegs im Jahr 1939 wurde er erneut zum Wehrdienst einberufen und nach Krakau abkommandiert, um die dortigen technischen Werke (Gas, Elektrizität, Wasser, Straßenbahn) zu überwachen und in Betrieb zu halten. Im Februar 1940 konnte er nach Stuttgart zurückkehren. Im selben Jahr veröffentlichte er sein grundlegendes Buch „Die selbsttätige Regelung in der Elektrotechnik“.
Als Maßnahme gegen die drohenden Luftangriffe wurde der Lehrstuhl 1944 nach Ottendorf verlegt; die Universitätsgebäude wurden dann 1944 weitgehend durch Luftangriffe zerstört. 1945 wurde Leonhard aus dem Dienst an der TH Stuttgart entlassen. 1948 lehnte er trotzdem die Rufe zweier Hochschulen aus dem Ausland ab. 1949 veröffentlichte Leonhard sein sehr bekannt gewordenes Buch „Die selbsttätige Regelung“. 1950 übernahm er die Vertretung für den erkrankten Professor Graner an seinem früheren Lehrstuhl „Elektrische Anlagen“ der TH Stuttgart. 1952 erfolgte seine Wiederberufung auf diesen Lehrstuhl. In den Jahren 1953 und 1954 übte Leonhard auch eine Gastprofessur an der Technischen Universität in Istanbul aus.
Nach Erreichen der Altersgrenze wurde Leonhard zum Ende des Wintersemesters 1968 emeritiert. Auch nach Eintritt in den Ruhestand blieb er der Wissenschaft eng verbunden. Bis 1970 übernahm er die vertretungsweise Leitung der Abteilung.
Im Juni 1995 starb Adolf Leonhard im Alter von 95 Jahren in Wilchenreuth, einem Ortsteil der Gemeinde Theisseil in der Oberpfalz. Seit 1926 war Adolf Leonhard mit Helene Kaschkat (1890–1989) verheiratet.

## Ehrungen (Auswahl)
- 1961 Verleihung der Ehrendoktorwürde der Technischen Universität Wien[5]
- 1964 Verleihung des VDE-Ehrenrings durch den Verband deutscher Elektrotechniker
- 1968 Verleihung der Wilhelm-Exner-Medaille[2]
- 1999 Adolf-Leonhard-Gedenk-Kolloquium anlässlich seines 100. Geburtstags, Universität Stuttgart[6]

## Veröffentlichungen (Auswahl)
- Der selbständig arbeitende Drehstromasynchrongenerator mit fremderregter Drehstromerregermaschine. Springer, Berlin 1930 (Dissertation, TH München 1929).
- Die selbsttätige Regelung in der Elektrotechnik. J. Springer, Berlin 1940.
- Statische Stabilität bei Drehstrom-Hochleistungsübertragung. Vieweg, Braunschweig 1941, 2. Auflage 1942. Vieweg & Teubner, Wiesbaden, ISBN 978-3-663-04052-1.
- Elektrische Antriebe. Enke, Stuttgart 1949, 2. Auflage 1959.
- Die selbsttätige Regelung. Theoretische Grundlagen mit praktischen Beispielen. Springer, Berlin; Göttingen; Heidelberg 1949, 2. Auflage 1957, 3. Auflage 1962, ISBN 978-3-642-92841-3.
- Lebenserinnerungen: Kindheit, Schüler, Soldat, Student, Ingenieur und Wissenschaftler; 1914–1968, Autobiografie, Stuttgart/Wilchenreuth, 1986.